# Фаїна (судно)
Фаїна (MV Faina) — українське вантажне судно, ходить під прапором Белізу.

## Захоплення сомалійськими піратами
2008 року належало компанії Waterlux AG (Панама), яка здійснювала керування за допомогою своєї філії SC Tomex of Tomex Team Inc (Одеса).
Під час рейсу з Миколаєва до Момбаси 25 вересня 2008 року судно захопили сомалійські пірати.

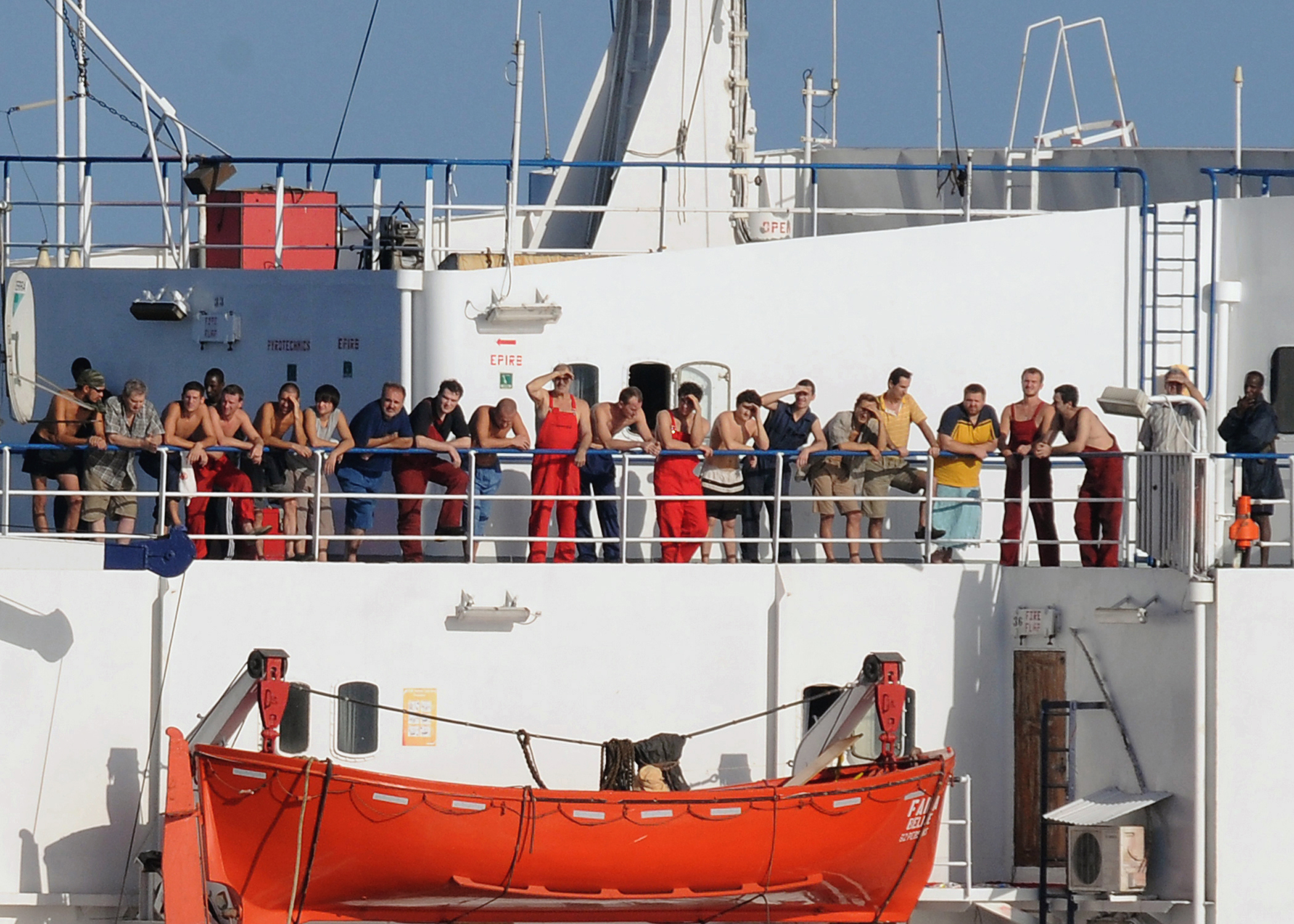
Екіпаж судна

На момент захоплення судна піратами екіпаж складався з 21 особи — з них 17 громадян України, 3 громадян Росії та один громадянин Латвії.
На борту корабля був вантаж танків Т-72, реактивних систем залпового вогню БМ-21 «Град», вогнепальної зброї та іншого військового обладнання, офіційно призначеного для Кенії, а неофіційно — для автономного уряду Південного Судану.
4 лютого 2009 року, отримавши викуп, пірати покинули судно. 13 лютого 2009 року екіпаж «Фаїни» повернувся в Україну.

## Галерея

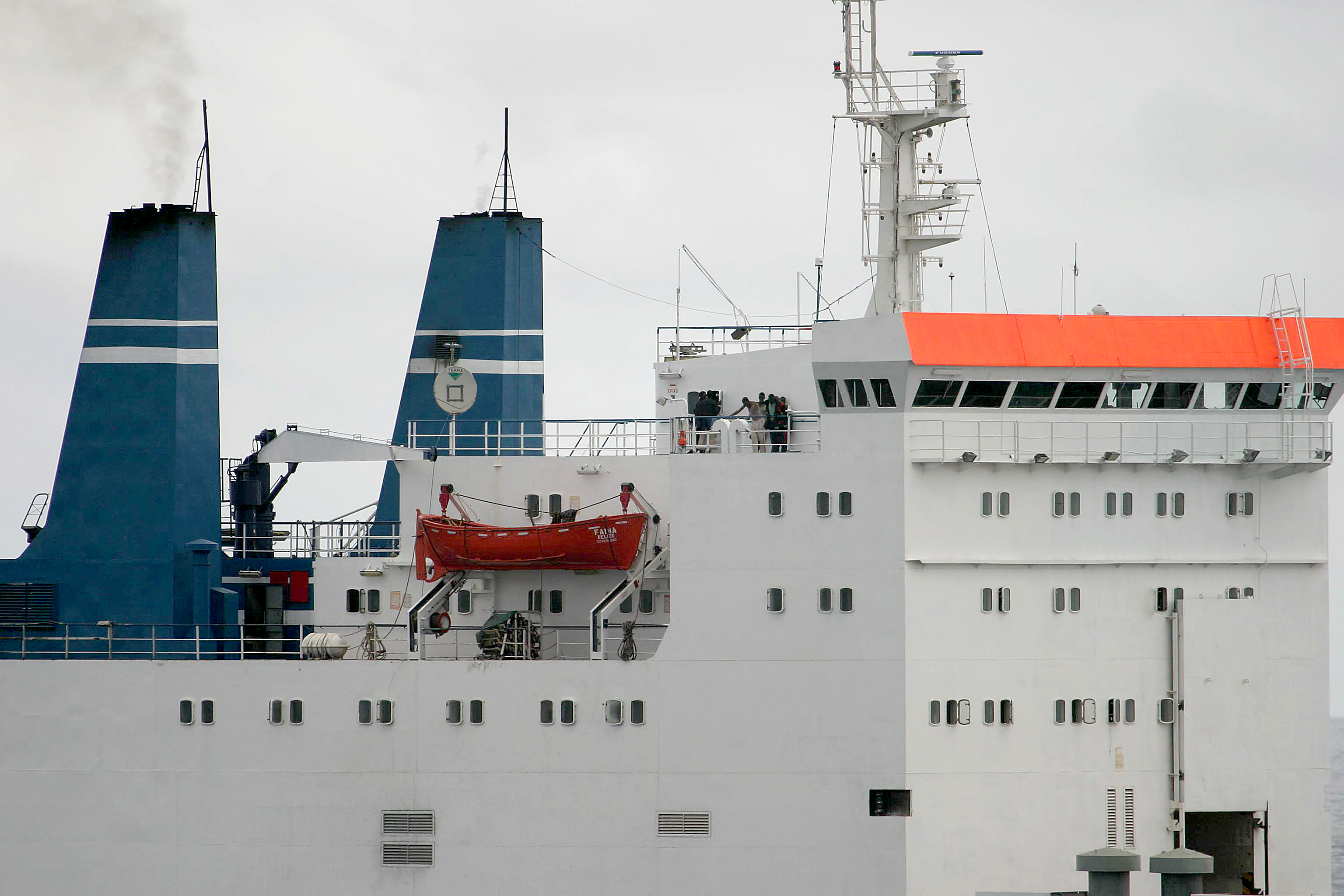
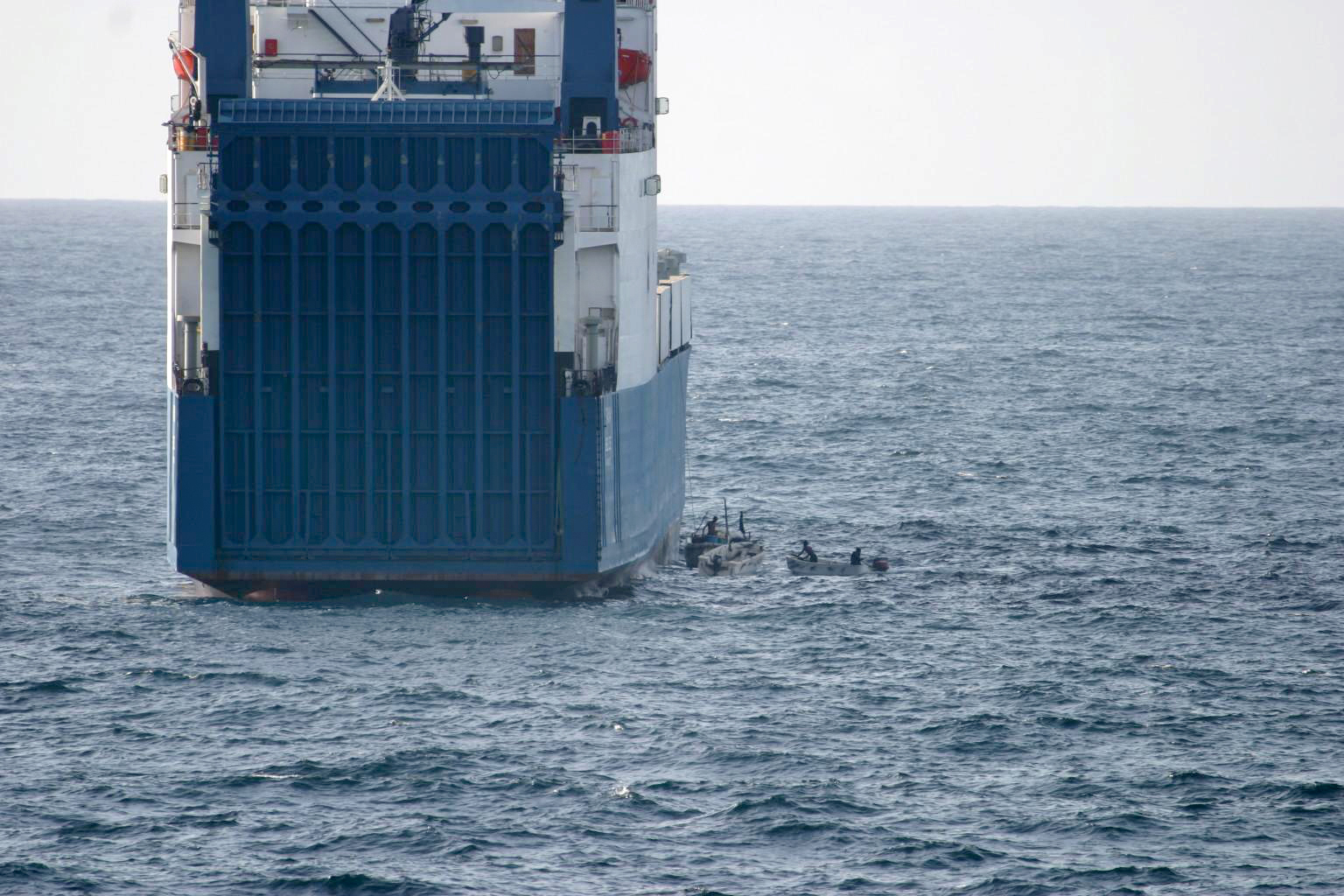
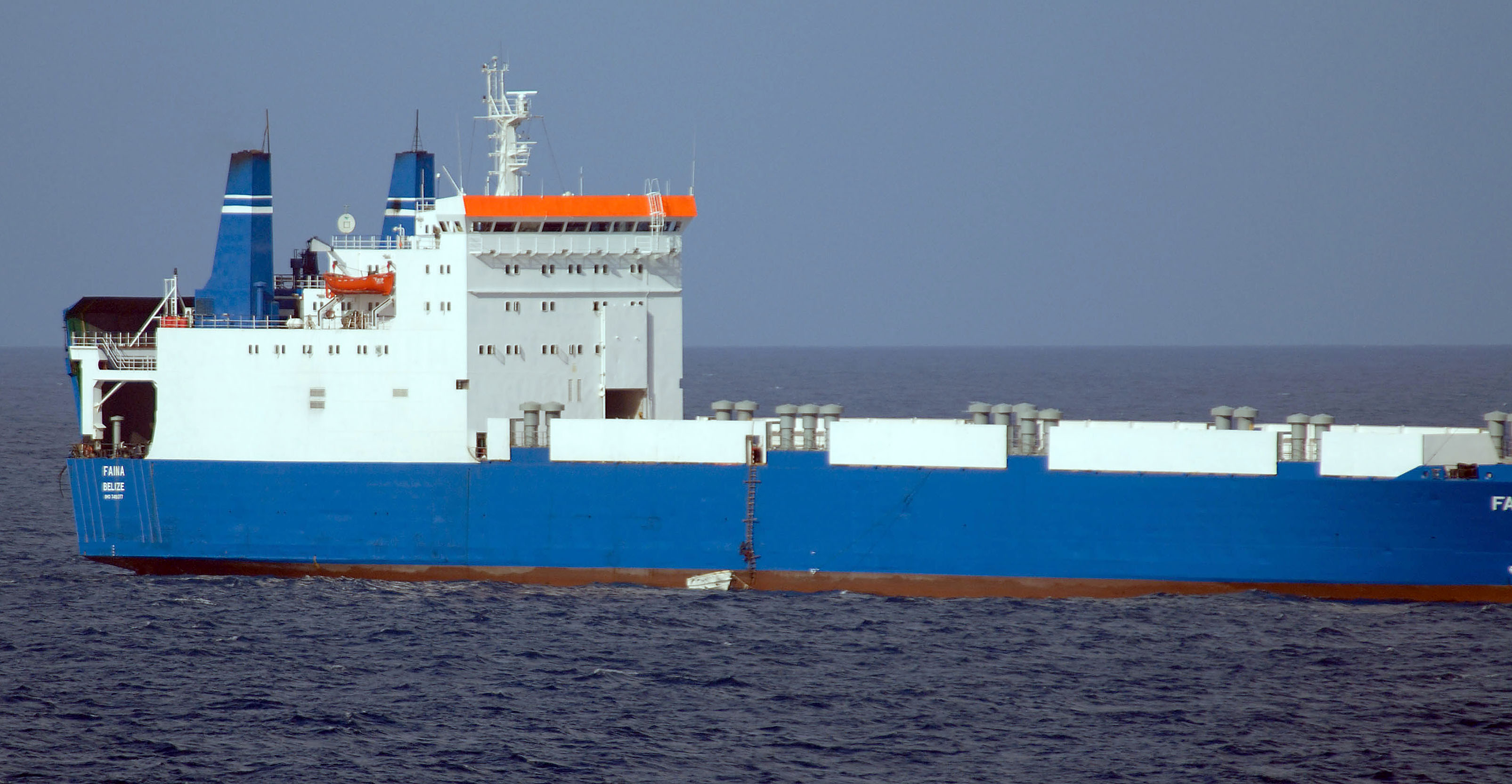
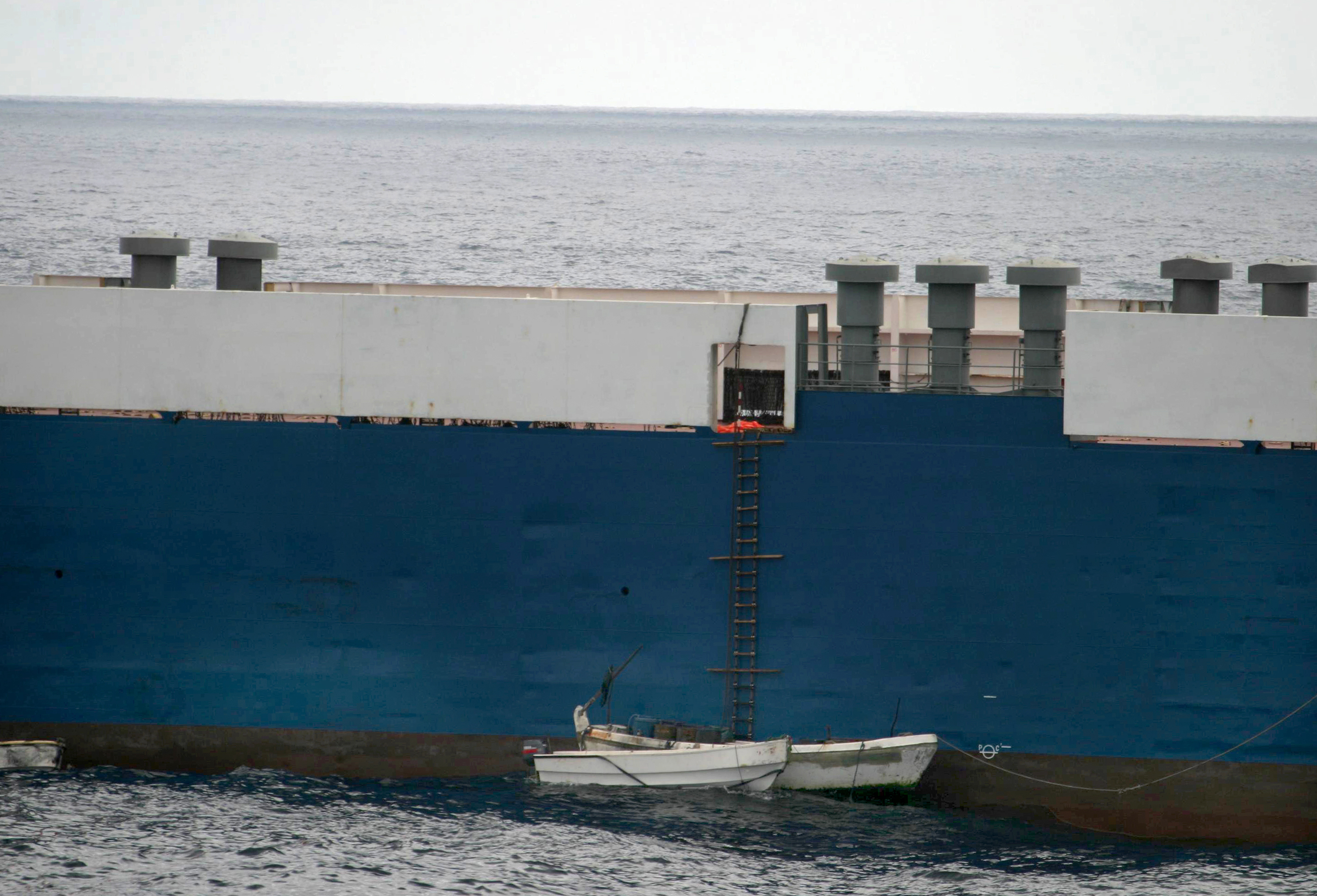
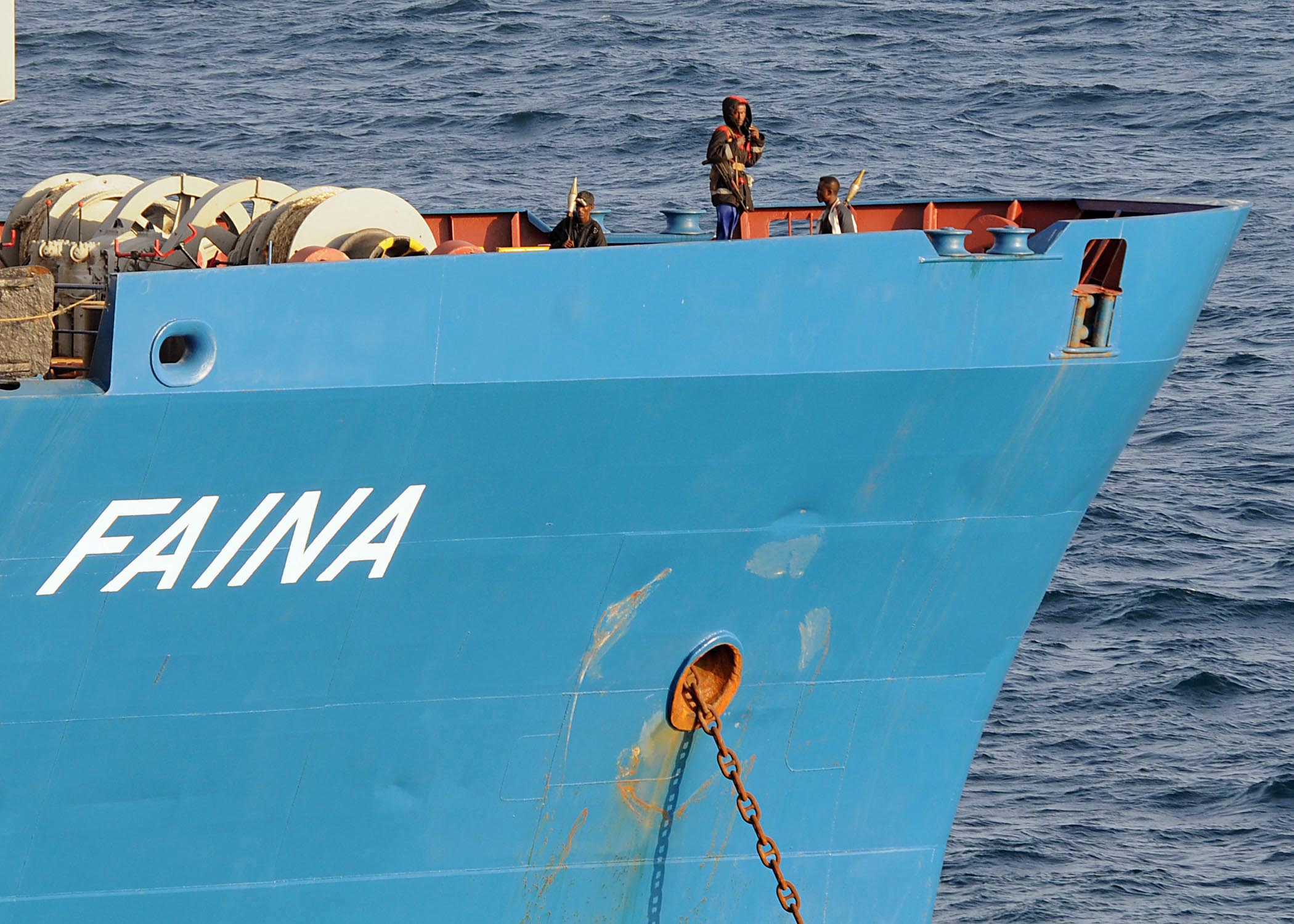